# Wahlprogramm
Ein Wahlprogramm ist ein politischer Text, in welchem kurz- und mittelfristig gesteckte inhaltliche Ziele einer politischen Partei formuliert sind und für eine kommende Legislaturperiode gelten. Ein Wahlprogramm wird wenige Zeit vor einer Wahl beschlossen und als Leitlinie für den Wahlkampf genutzt. Praktisches Ziel eines solchen Programms ist es, die allgemein formulierten Inhalte des längerfristig konzipierten Grundsatzprogramms im Konkreten zu erfassen und außenwirksam wiederzugeben. Somit dient das Wahlprogramm als Werbung und als Mittel zur Profilierung einer politischen Gruppierung. Kommt eine Partei nach einer Wahl nicht allein an die Regierung, muss sie bei der Verfolgung der formulierten Ziele in den vorherigen Koalitionsverhandlungen mit anderen Parteien eventuell Abstriche machen und Kompromisse mit diesen eingehen. Deshalb können mitunter einzelne Inhalte eines Wahlprogramms nicht umgesetzt werden.
In der Politikwissenschaft werden Wahlprogramme als Zusammenstellung von Zielen interpretiert, denen sich eine Partei im Falle eines Wahlsieges verpflichtet. Ein Wahlprogramm ist in demokratischen Gesellschaften deshalb immer auch ein Kondensat aus jahrelangen Diskussionen innerhalb der Partei und erlaubt Rückschlüsse auf die innerparteilichen Prozesse.
Bedeutung wird auch dem Titel eines Wahlprogramms beigemessen. So wurde beispielsweise bei der Bundestagswahl im Jahr 2005 das Wahlprogramm von der SPD und der WASG erstmals aufwertend als „Wahlmanifest“ bezeichnet, um der öffentlichen Erklärung mehr Gewicht zu verleihen. Ein Titel wie „Österreich politisch erneuern“ (FPÖ) hingegen soll suggerieren, dass bei Befolgung eines solchen Programms das im Namen formulierte Ziel Realität wird.

## Deutschland
Je nachdem für welche politische Ebene ein Wahlprogramm gelten soll (Bundes-, Landes- oder Kreisebene), stimmt in der Regel die Konferenz der Delegierten auf der jeweiligen Ebene (etwa die Bundesdelegiertenversammlung) mit einfacher Mehrheit einem Wahlprogramm zu oder lehnt es mit einfacher Mehrheit ab. Den entsprechenden Antrag für das Wahlprogramm bringt zuvor meist der jeweilige Parteivorstand ein.
Wahlprogramme werden etwa drei bis vier Monate vor dem Wahltermin veröffentlicht und sind heute in digitaler Form auf den Webseiten der Parteien zu finden. Auf Wahlveranstaltungen, an Infoständen sowie nach Anfrage in den Parteilokalen kann man auch gedruckte Fassungen der Wahlprogramme erhalten.
Die Länge der Wahlprogramme zu Bundestagswahlen hat seit 1949 deutlich zugenommen.

## Vergleich von Wahlprogrammen
Da Wahlprogramme sehr umfangreich und detailliert sind, machen sich viele Wähler nicht die Mühe, die Programme selbst zu lesen. Stattdessen erfreuen sich Vergleiche und Gegenüberstellungen von Wahlprogrammen großer Beliebtheit: Während des Wahlkampfs wird eine Vielzahl solcher Vergleiche durchgeführt und von unterschiedlichen Medien veröffentlicht.
Zusätzlich zum informativen Vergleich gibt es im Internet auch diverse Übereinstimmungstests. So bieten zum Beispiel der von der Bundeszentrale für politische Bildung für Deutschland bereitgestellte Wahl-O-Mat bzw. die vom Institut für Neue Kulturtechnologien für Österreich entwickelte wahlkabine auch eine Überprüfung der Übereinstimmung der persönlichen politischen Präferenzen mit den Wahlprogrammen der Parteien an. In anderen Ländern existieren ähnliche Einrichtungen.
Solche Vergleiche von Wahlprogrammen und Übereinstimmungstests sind jedoch kritisch zu betrachten, da sie nicht völlig neutral sind. Die Auswahl der Themen, die Reformulierung der Positionen und die Reihenfolge der Darstellung beeinflussen den Leser und steuern die Antworten bis zu einem gewissen Grad. Ein exakteres Urteil über die Ziele der einzelnen Parteien kann mithin nur durch einen Blick in die Wahlprogramme selbst erlangt werden. Hilfestellung bieten hierbei online bereitgestellte Dienste, bei denen mehrere Wahlprogramme parallel nach einem gewünschten Begriff durchsucht werden können.